# Bely (île)
Pour les articles homonymes, voir Bely.
L'île Bely (en russe : Белый остров, Bely ostrov) est une île de Russie située dans la mer de Kara à 9,3 kilomètres au nord-est du mys Golovina, un cap situé à l'extrémité nord de la péninsule de Yamal, dans le district autonome de Iamalo-Nénétsie. Elle se situe par ailleurs à 82 kilomètres à l'ouest de l'île Chokalski et à 122 kilomètres à l'ouest-sud-ouest de l'île Vilkitski.
D'une superficie de 1 810 km2, elle fait partie de la Iamalie (district autonome constituant la partie nord de l'oblast de Tioumen). Elle n'est pas peuplée, mais possède une station arctique temporaire (Poliarnaïa Stantsiïa), ainsi qu'un émetteur radio. Son nom signifie « île blanche ». La présence sur son sol de nomades en transit dans la région de Yamal est possible. Elle est baignée par la mer de Kara, qui est l'objet de préoccupations environnementales complexes, car des sous-marins nucléaires y ont été coulés avec leur réacteur du temps de l'URSS.
En plus de la station polaire expérimentale, et en raison de la proximité de l'île avec la route maritime du Nord, l'île de Bely est entourée d'un réseau de bouées, de balises radios et de phares.
L'île est incluse dans la limite du pergélisol.

## Géographie
L'île est séparée de la péninsule de Yamal par le détroit de Malyguina, large de 8 à 10 kilomètres et qui est gelé presque toute l'année. L'île est une plaine qui remonte doucement vers le sud, et qui possède de nombreux lacs et rivières. Ses dimensions sont environ de 50 kilomètres par 50 kilomètres. Le sol est constitué d'argile et de sable gelés par le pergélisol à une profondeur de 50 à 60 centimètres. Bely est recouverte d'herbes de la toundra, on y trouve des mousses, beaucoup de marécages et des saules nains. Durant la saison « douce », c'est-à-dire en été, la présence de très nombreux marécages et points d'eau favorise le pullulement des moustiques, qui rendent la vie très pénible, même sous la tente.
Durant l'été, la température de l'air varie entre -0,3 à 1,9 °C en mai et septembre et entre 4,1 et 5,3 °C en juillet et août. Le vent vient généralement du nord-est et la pluviométrie est supérieure à 20 ou 30 mm.

## Histoire
Un peu avant la Seconde Guerre mondiale on trouvait sur l'île des scientifiques allemands qui, sous couvert d'expériences scientifiques météorologiques, préparaient l'opération Wunderland. Les restes de certains d'entre eux sont encore sur l'île. Dans la nuit du 12 au 13 août 1944 le U-boot allemand U-365 a torpillé le steamer russe Marina Raskova à environ 60 miles de l'île, où 373 des 632 personnes à bord (y compris la plupart des femmes et des enfants) sont morts. Les deux dragueurs de mines T-114 (en) et T-118 (en) censés le protéger sont également coulés. Vingt marins provenant du T-114 ont été enterrés dans une fosse commune sur l'île. Durant la période soviétique, des soldats de la célèbre Flotte du Nord russe étaient stationnés sur l'île, mais ceux-ci ont reçu l'ordre de la quitter dans les années 1990. Du temps de l'URSS, l'île recevait des chercheurs, ce qui n'est apparemment plus le cas aujourd'hui. Il ne resterait donc, éventuellement, que les passages de populations Nenets nomades, c'est-à-dire des passages temporaires.